# Liste der Kellergassen in Großharras
Die Liste der Kellergassen in Großharras führt die Kellergassen in der niederösterreichischen Gemeinde Großharras an.
| Foto |                 | Kellergasse          | Standort                 | Beschreibung |
| ---- | --------------- | -------------------- | ------------------------ | --- |
| ja   | Datei hochladen | Keglerberg           | KG: Diepolz Standort     | Die großteils einseitige Einzelkellergasse liegt in Hanglage nördlich außerhalb des Dorfs. Auf 600 Metern Länge besteht sie aus 55 Gebäuden, davon sechs Um- oder Neubauten. Die Mehrheit der Keller ist giebelständig; etwa die Hälfte ist erneuerungsbedürftig oder verfallen.                                                                |
| BW   | Datei hochladen | Zwingendorfer Straße | KG: Großharras Standort  | Die einseitige Einzelkellergasse liegt an einer Geländekante im nordwestlichen Hintaus. Schmidbaur zählte auf 100 Metern Länge zwölf Gebäude, davon elf – mehrheitlich traufständige – Keller. |
| BW   | Datei hochladen | Kellergasse          | KG: Großharras Standort  | Die beidseitige Einzelkellergasse liegt in einem Hohlweg am westlichen Ortsrand. Sie besteht aus 60 Gebäuden auf 250 Metern Länge; mehrheitlich traufständige Keller. Die älteste Datierung stammt von 1830. |
| BW   | Datei hochladen | Teichkellern         | KG: Großharras Standort  | Die einseitige Einzelkellergasse liegt an einer Geländekante südlich knapp außerhalb der Ortschaft, hinter der Kirche. Auf 200 Metern Länge besteht sie aus 16 Gebäuden, davon neun Um- oder Neubauten, teils mit Wohnnutzung. Die Mehrheit der Keller ist traufständig.                                                                        |
| BW   | Datei hochladen | Zeughausgasse        | KG: Großharras Standort  | Die beidseitige Einzelkellergasse liegt in einem Graben am westlichen Ortsrand. Auf 130 Metern Länge besteht sie aus 21 mehrheitlich traufständigen Gebäuden, davon sieben Um- oder Neubauten, teils mit Wohnnutzung. |
| BW   | Datei hochladen |                      | KG: Großharras Standort  | Ein paar Keller befinden sich an einer Geländekante an der südöstlichen Ortsausfahrt, sowie in einer gegenüberliegenden kurzen Sackgasse. |
| BW   | Datei hochladen | Schatz               | KG: Zwingendorf Standort | Das nur vereinzelt beidseitige Kellergassensystem befindet sich in Hanglage nördlich weit außerhalb der Ortschaft. Auf einer Gesamtlänge von 2700 Metern befinden sich 207 Gebäude; ein Viertel davon sind Um- oder Neubauten, davon etwa 25 mit Wohnnutzung. Die Mehrheit der Keller ist giebelständig. Die älteste Datierung stammt von 1834. |

| Foto:                    | Fotografie der Kellergasse (Gesamtheit). Klicken des Fotos erzeugt eine vergrößerte Ansicht. Daneben finden sich zwei Symbole: \| Weitere Bilder vorhanden \| Das Symbol bedeutet, dass weitere Fotos des Objekts verfügbar sind. Durch Klicken des Symbols werden sie angezeigt. \| \| Eigenes Foto hochladen \| Durch Klicken des Symbols können weitere Fotos des Objekts in das Medienarchiv Wikimedia Commons hochgeladen werden. \| |
| Name:                    | Bezeichnung der Kellergasse |
| Standort:                | Es ist die Katastralgemeinde (KG) angegeben. Durch Aufruf des Links Standort wird die Lage der Kellergasse in verschiedenen Kartenprojekten angezeigt. |
| Beschreibung             | Kurze Beschreibung der Kellergasse |
| Weitere Bilder vorhanden | Das Symbol bedeutet, dass weitere Fotos des Objekts verfügbar sind. Durch Klicken des Symbols werden sie angezeigt. |
| Eigenes Foto hochladen   | Durch Klicken des Symbols können weitere Fotos des Objekts in das Medienarchiv Wikimedia Commons hochgeladen werden. |